# Kong Haakons Afrejse
Kong Haakons Afrejse er en dansk dokumentarisk optagelse fra 1905, der er instrueret af Peter Elfelt.

## Handling
Den danske prins Carl afrejser med skib fra København 23. november 1905 for at blive Kong Haakon 7. af Norge. Ved hans side ses hustru prinsesse Maud.